# Oregodasys ocellatus
Oregodasys ocellatus is een buikharige uit de familie Thaumastodermatidae. Het dier komt uit het geslacht Oregodasys. Oregodasys ocellatus werd in 1965 voor het eerst wetenschappelijk beschreven door Clausen. 